# Troféu Internet de 2012
O Troféu Internet de 2012, que premiou os melhores artistas da televisão e da música brasileira do ano de 2011, foi apresentado por Silvio Santos durante a 51ª edição]do Troféu Imprensa, transmitida pelo SBT em 25 de março de 2012.

## Vencedores
| Melhor Programa de Entrevistas           | Melhor Programa Jornalístico        |
| ---------------------------------------- | ----------------------------------- |
| De Frente com Gabi                       | Fantástico                          |
| Melhor Programa Infantil                 | Melhor Programa Humorístico         |
| Bom Dia & Companhia                      | Pânico na TV                        |
| Melhor Telejornal                        | Revelação do Ano                    |
| Jornal Nacional                          | Mel Fronckowiak                     |
| Melhor Animador / Apresentador           | Melhor Animadora / Apresentadora    |
| Silvio Santos                            | Eliana                              |
| Melhor Novela                            | Melhor Ator                         |
| REBƎLDE                                  | Chay Suede (como Tomás, de REBƎLDE) |
| Melhor Atriz                             | Melhor Conjunto Musical             |
| Mel Fronckowiak (como Carla, de REBƎLDE) | Rebeldes                            |
| Melhor Cantor                            | Melhor Cantora                      |
| Michel Teló                              | Paula Fernandes                     |
| Melhor Dupla Sertaneja                   |                                     |
| Jorge & Mateus                           |                                     |

## Informações
- A atriz Mel Fronckowiak que ganhou nas categorias de "Melhor Atriz" e "Revelação do Ano", o ator Chay Suede na categoria de "Melhor Ator" e a autora Margareth Boury na categoria "Melhor Novela", foram receber o prêmio em 2013.